# Chaetonema steineri
Chaetonema steineri är en rundmaskart som beskrevs av Nikolai Nikolaievich Filipjev 1927. Chaetonema steineri ingår i släktet Chaetonema och familjen Enoplidae. Inga underarter finns listade i Catalogue of Life.